# Mészáros család (szoboszlói)
A szoboszlói nemes és báró Mészáros család a 17. század elején felemelkedő család.

## Története
A család Szabolcs vármegyéből ered, de később a Nagykunságban is birtokosok lettek. Legkorábbi említésük Mátyás király uralkodása idejéből való, amikor állítólag hősi tetteket hajtottak végre. Egy János nevű családtag hősiesen védte Lendva várát a törökök elleni harcban, míg egy másik János Bocskai István erdélyi fejedelem oldalán harcolt a hajdúk seregében zászlótartóként. Ennek a Jánosnak ugyancsak János nevű fia szintén a törökök elleni harcokban jeleskedett, hadnaggyá lépett elő, majd egy elfogott török leányt vett feleségül. 1651-ben és 1653-ban is sikerrel akadályozta meg a török csapatok betörését, ezért II. Rákóczi György fejedelem megújította a család nemességét, ekkortól kezdve használták a szoboszlói előnevet. Első oklevelekkel is igazolható ősük az 1603-ban született János, akinek Dénes nevű fiától származott le a család. A szabolcsi Visó községből 1720-ban költözött Kunhegyesre egy ismételten János (1688–1765) nevű családtag, aki több alkalommal is bírói tisztet viselt. Feleségétől, Jákó-Bajdán Erzsébettől négy fia született, közülük János (1737–1801) lett a leghíresebb egész családjából. Jeles katona volt, tetteiért a katonai Mária Terézia-renddel is kitüntették és ezzel együtt 1794-ben bárói címet is kapott, pályafutása során az altábornagyi rangig jutott. Egyetlen leánya, Johanna (1784–1844) csillagkeresztes hölgy Teleki László gróf főispán, kamarás és hétszemélynők felesége lett.

## Címere
Nagy Iván részletesen leírta az 1794-es bárói címert:
a paizs négy részre osztatik, egy közép paizszsal, melynek kék udvarában pánczélos kar, kivont véres pallost tart; a nagyobb paizs 1. és 4-ik osztálya öt vizirányos vonallal összesen hat, vörös és fekete szelemenekre oszlik; az előtérben egy kétfejű arany sas látszik, kiterjesztett szárnyakkal, jobb lábával kardot, a ballal levágott török fejet tartva; a 2. és 3-ik osztály ezüst udvarában zöld téren fekete elefánt halad, hátán arany szegélyű kék takaró fölött, melyen arany liliom virít, vár tornyot visz és abból két oldalra kinyúló nemzeti zászló leng. A paizst bárói korona födi, és azon három koronás sisak áll, a jobb oldalin a leírt kétfejű arany sas, a középső sisakon pánczélos kar, véres karddal, a baloldali sisakon pedig a leírt elefánt látható. Foszladék jobbról arany-fekete, középről ezüst-kék, balról ezüst-fekete. A paizst telamonok gyanán két pánczélos, sisakos vitéz fogja, kiknek előkötőjük aranyszegélyű piros, és kardjuk aranyos fekete.